# پراکسی‌استیل نیترات
پراکسی‌استیل نیترات (به انگلیسی: Peroxyacetyl nitrate) با فرمول شیمیایی C۲H۳NO۵ یک ترکیب شیمیایی است. که جرم مولی آن 121.05 g mol−۱ می‌باشد. 